# Nodozana boliviana
Nodozana boliviana är en fjärilsart som beskrevs av Rothschild 1913. Nodozana boliviana ingår i släktet Nodozana och familjen björnspinnare. Inga underarter finns listade i Catalogue of Life.